# Platylabus zagoriensis
Platylabus zagoriensis är en stekelart som beskrevs av Heinrich 1930. Platylabus zagoriensis ingår i släktet Platylabus och familjen brokparasitsteklar. Inga underarter finns listade i Catalogue of Life.